# Polisskolan 7: Uppdrag i Moskva
Polisskolan 7: Uppdrag i Moskva, (originaltitel: Police Academy: Mission to Moscow) amerikansk film från 1994 och den sjunde filmen i filmserien om de klantiga poliserna i Polisskolan.

## Handling
Den virrige kommendanten Lassard drar tillsammans med Jones, Tackleberry, Callahan och Captain Harris till Rysslands huvudstad Moskva. Där slår de sig samman med den ryska polisen för att ta sig an den ryska maffian för att stoppa dess planer att sälja ett datorspel som de kan använda för att stjäla pengar och varor världen över utan att lämna spår efter sig.

## Rollista (i urval)
| George Gaynes      | – Cmndt. Eric Lassard                 |
| Michael Winslow    | – Sgt. Larvell Jones                  |
| David Graf         | – Sgt. Eugene Tackleberry             |
| Leslie Easterbrook | – Capt. Debbie Callahan               |
| G.W. Bailey        | – Capt. Thaddeus Harris               |
| Christopher Lee    | – Cmndt. Alexandrei Nikolaivich Rakov |
| Ron Perlman        | – Konstantine Konali                  |
| Claire Forlani     | – Katrina                             |
| Charlie Schlatter  | – Cadet Kyle Connors                  |

## Övrigt
- Ljuden som hörs ifrån spelet The Game är tagna från det riktiga datorspelet Donkey Kong från Atari 2600.
- Spelet i filmen spelas på ett Game Boy av första generationen, som inte hade färgskärm. I filmen har spelet ändå på något sätt fått färg. I första scenen är Game Boyen dessutom både avstängt och utan spelkassett.
- Den enda filmen i serien som inte lyckades med att dra in mer än 1 miljon dollar.